# Петко Василев
Петко Борисов Василев е кмет на Видин от май 1978 г. до март 1979 г.

## Биография
Роден е на 3 октомври 1927 г. в Шипот. Той е първи секретар на градския комитет на БКП във Видин от 4 октомври 1962 г. до 28 февруари 1969 г.